# Marie Frommer
Marie Frommer (Varsòvia, Polònia, 17 de març de 1890-Nova York, Estats Units, 16 de novembre de 1976, Nova York), va ser una arquitecta coneguda pel seu treball que reflectia els principis de l'expressionisme i la Nova Objectivitat, fent èmfasi en el color i experimentant amb llums i formes.

## Biografia i carrera
Marie Frommer va néixer en el si d'una família jueva. En 1912 es va convertir en una de les primeres estudiants d'arquitectura a la Universitat Tècnica Real de Berlín, graduant-se en 1913. Va continuar els seus estudis a la Universitat Tècnica de Dresden, enfocant-se en el planejament urbanístic, especialment en el paper dels rius i els canals en el planejament i composició de les ciutats. El reconegut professor Cornelius Gurlitt va ser el seu tutor. En 1919 va acabar els seus estudis i va tornar a Berlín on va obrir el seu propi estudi en 1926. També va escriure articles sobre arquitectura i disseny per a revistes especialitzades. En 1936 va abandonar Alemanya a causa del sorgiment del nazisme i es va mudar a Londres, per després emigrar als Estats Units el 1940. Es va establir a Nova York treballant com a arquitecta fins a 1946.

## Obres
- 1920 – Tenda Leiser Silk, Berlín[2][3]
- 1920 – Vila Fränkel, Berlín-Dahlem.
- 1920 – Tenda de calçat Greco, París.1929 – Hotel Vila Majestic, Berlin-Wilmersdorf.
- 1930 – Tenda departamental Textilia (després Ostravica), República Txeca[4]
- Biblioteca Law Offices Mansbach & Paley, Nova York.